# إبراهيم الواعظ
السيّد إبراهيم بن مصطفى الواعظ (18 يناير 1893 - 8 يوليو 1958) محامي وسياسي وكاتب وشاعر عراقي. ولد في الحلة بولاية بغداد العثمانية في عائلة مسلمة موسوية، ونشأ في الديوانية ودرس على أبيه مصطفى الواعظ الذي كان مفتيًا ومتصرفًا. فتعلم الحقوق في بغداد وأسطنبول، وتخرّج بشهادتها سنة 1921. عمل محاميًا بعد تخرجه حتى سنة 1944، وانتخب لعضوية المعهد العلمي العراقي عند تأسيسه 1922، شارك في مؤتمرات عربية في القدس وبلودان والقاهرة. كان نائبًا في المجلس النيابي عن الحلة، وناشطًا في منظمات المجتمع المدني التي تأسست بعد تأسيس الدولة العراقية الحديثة في 1920. توفي في بغداد. له مؤلفات كثيرة وديوان أشعار أغلبهم مخطوطات، ومسرحيتان شعريتان.

## سيرته
هو إبراهيم أدهم بن مصطفى نور الدين بن محمد أمين الواعظ آل السيد جعفر الهاشمي، وينتهي نسبه إلى موسى الكاظم. ولد في مدينة الحلة أحد السناجق السبعة التابعة لولاية بغداد العثمانية يوم 4 رجب 1310 / 18 يناير (كانون الثاني) 1893 حيث كان والده مصطفى الواعظ مفتيا فيها، ونشأ بها وبالديوانية. أخذ العلوم العربية والعقلية عن أخيه الأكبر إسماعيل الواعظ وعن أعلام عصره، منهم: علي علاء الدين الآلوسي، وعبد الوهاب النائب، ويوسف العطا مفتي بغداد، وعبد الجليل بن أحمد آل جميل.

صحب والده إلى أسطنبول الذي كان نائباً عن مدينة بغداد في البرلمان العثماني، فأتم دراسته فيها فأكمل دراسته الإعدادية وأجاد اللغة التركية العثمانية، وتخرج في كلية الحقوق سنة 1921. وفي أسطنبول أسهم في تأسيس «المنتدى الأدبي».

وبعد تخرجه عمل في المحاماة، كما تقلد وظائف سنة 1912 بعد وفاة والده، فعمل مدرساً وخطيباً في مدرسة نازنده، وواعظاً في جامع الخفافين. ثم انتقل إلى القضاء. عمل أيضًا مديراً للإدارة القانونية بالجامعة العربية، وبعد رجوعه إلى بغداد، عيّن رئيس هيئة التفتيش العدلي.

شارك في الجيش العثماني في الحرب العالمية الأولى عام 1914 في حملة بلاد الرافدين، وعند سقوط بغداد التحق مع الجيش العثماني إلى الموصل، وحصل على وسام الحرب، وسرح من الخدمة عند إعلان الهدنة سنة 1918، وعاد إلى بغداد.

وبعد تأسيس الدولة العراقية، أسهم في تأسيس المعهد العلمي العراقي وانتخب لعضوية المعهد عند تأسيسه 1922، وأسهم في جمعية حماية الأطفال، وانتخب عضواً في جمعية الشبان المسلمين، وفي مجلس أمانة العاصمة سنة 1928. وفي السياسة، أسهم في تأسيس حزب العهد العراقي، كما انتخب عضواً في مجلس النواب العراقيعن الحلة في دورتي 1930 و1939 حتى حل المجلس. شارك في مؤتمرات عربية في القدس وبلودان والقاهرة، منها: عضوًا في الوفد العراقي لمؤتمر بلوادن في سوريا سنة 1937، وعضوًا في الوفد العراقي للمؤتمر البرلماني في القاهرة. ثم عين رئيسا لمحاكم الموصل، فمديرا للإدارة القانونية في جامعة الدول العربية بالقاهرة، فرئيسا للتفتيش العدلي ببغداد.
توفي إبراهيم الواعظ يوم 21 ذو الحجة 1377/ 8 يوليو (تموز) 1958 في بغداد، عاصمة المملكة العراقية، ودفن بمقبرة الغزالي بالرصافة.

## أوسمة
- ميدالية الحرب.[8]
- 1953: وسام الرافدين من الدرجة الثالثة تقديراً لخدماته وكفاءته.[8]

## أدبه
برع في نثر ونظم، واعتمد في أسلوبه الأدبي على بلاغة التعبير وقوة الوصف. ذكر في معجم البابطين عنه «شاعر مجدد في إطار القصيدة العمودية يعكس ذاتا متأججة العواطف نحو المرأة، وفيه مسحة وجدانية مشبوبة. قوافيه متمكنة في إطار القصيدة الكلاسيكية المحافظة على الوزن والقافية.».

## حياته الشخصية
له من الأولاد مصطفى وأمية وليث.

## مؤلفاته
- «خريجو مدرسة محمد»، في جزأين، تناول فيه الشخصيات الإسلامية البارزة
- «أسبوعياتي»، تناول فيها الحياة السياسية والاجتماعية والأدبية والتاريخية
- «الروض الأزهر في تراجم آل السيد جعفر»، يتضمن تراجم آبائه
- «المساجلات الموصلية في الندوة العمرية»، مساجلات شعرية ونثرية وقعت بينه وبين أدباء الموصل
- «هل أتاك حديث ضيف إبراهيم»

من مؤلفاته المخطوطة:
- «الزباء»،  رواية تمثيلية شعرية
- «فتح مصر»،  رواية تمثيلية.
- «الأقوال الصحاح في أم البنيـن ووضـاح»،
- «قصة الغرانيق»
- «حديث القرطاس»
- «المقتنى»، مجموعـة خطب ومقالات ومحاضرات وقطع شعرية ونثرية.
- «أصح التأويل لسورة الفيل»
- «عبد الرحمن بن عوف»
- «العباس ابن الأحنف»،  تحقيق في شعره وحياته
- «ابـن حمويـه»،  تحقيق في حياته.
- «ديوان الواعظ»
- «كافور بين مدح المتنبي وهجائه»
- «أمالي الواعظ»،  مختارات مقتطعة أدبية
- «صور وأشكال»، مشاهداته مدة إقامته في الموصل
- «بين ضفاف دجلة وعنادل النيل» رسالة عن الصلات الأدبية والسياسية والاجتماعية بينه وبين شعراء مصر وأدبائها وساستها
- «مجموعة في المجون»،
- «المعري كما هو لا كما عرفه الناس»،
- «شخصيات عرفتها»
- «تاريخ العرب بعد الإسلام»، سلسلة رجالات الدولة الأموية
- «معاوية ابن أبي سفيان»
- «يزيد بن معاوية»
- «معاوية الثاني بن يزيد»
- «مروان ابن الحكم»
- «عبد الملك بن مروان»

## وصلات خارجية
- في موقع الأرشيف المجلات